# دیمیتریوس آگراوانیس
دیمیتریوس آگراوانیس (یونانی: Δημήτρης Αγραβάνης؛ زادهٔ ۲۰ دسامبر ۱۹۹۴) بازیکن بسکتبال اهل یونان است. از باشگاه‌هایی که در آن بازی کرده‌است می‌توان به پانیونیس و باشگاه بسکتبال المپیاکوس اشاره کرد.